# Джордже Курке
Джео́рдже Ку́рке (рум. George Curcă; нар. 8 травня 1981 року, Ісакча, Тулча, Румунія) — румунський футболіст, воротар клубу «Фарул».